# کودک وحشی (فیلم)
کودک وحشی (انگلیسی: Wild Child) فیلمی در ژانر کمدی رمانتیک و کمدی-درام به کارگردانی نیک مور است که در سال ۲۰۰۸ منتشر شد.

## بازیگران
- اما رابرتس
- الکس پتیفر
- ناتاشا ریچاردسون
- لینزلی کوکر
- آیدان کوئین
- شرلی هندرسون
- شلبی یونگ
- جورجیا کینگ
- جونو تیمپل
- هلی آیزنبرگ
- نیک فراست